# كريس ناش
كريس نـاش (19 مايو 1983 في المملكة المتحدة - ) (بالإنجليزية: Chris Nash)‏ هو لاعب كريكت نيوزلندي. لعب مع نادي مقاطعة نوتنغهامشير للكريكت ‏ ونادي مقاطعة ساسكس للكركيت ‏ وفريق أوكلاند للكريكت ‏ وLoughborough MCC University ‏ وفريق أوتاغو للكريكت ‏.

## وصلات خارجية
- كريس نـاش على موقع إي آس بي آن كريك إنفو (الإنجليزية)